# Vlastimil Petržela
Vlastimil Petržela (Prostějov, 20 luglio 1953) è un allenatore di calcio ed ex calciatore cecoslovacco, dal 1993 cittadino ceco, di ruolo attaccante.

## Carriera
Ex attaccante, inizia la carriera da manager dallo Slavia Praga, club nel quale ha terminato quella di calciatore. Dopo la stagione d'esordio (1986-1987), torna a guidare lo Slavia Praga negli anni novanta, riportando la società praghese in Europa al termine del campionato 1992, dopo il quale passa ad allenare lo Slovan Liberec. A Liberec, guida lo Slovan alla salvezza in tre stagioni di fila, riuscendo anche a chiudere il torneo 1994-1995 al quarto posto, il che vale la Coppa UEFA. Dopo questo piazzamento, Petržela è chiamato sulla panchina dello Sparta Praga nel gennaio 1996. Le sue prestazioni in campionato sono altalenanti, nonostante ciò si assicura la Coppa della Repubblica Ceca – la prima nella storia dello Sparta Praga – battendo in finale il Olpran Drnovice con un netto 4-0 grazie alla doppietta del talentuoso Pavel Nedvěd, che ha fine stagione si trasferisce alla Lazio. Nella stagione seguente, lo Sparta inizia il campionato con tre pari e due ko nelle prime cinque giornate: Petržela è esonerato.
Passa nella stessa stagione al Bohemians Praga, che non riesce a salvare dall'ultimo posto, retrocedendo in seconda divisione. Il club sfiora la promozione al primo anno in seconda serie, raggiungendo il terzo posto, quindi l'anno seguente vince il campionato di Druhá liga e torna nella massima serie. Petržela mantiene il Bohemians Praga a metà classifica nelle stagioni successive, per poi lasciare l'incarico nell'aprile 2002, a poche giornate dal termine del campionato ceco, che il Bohemians terminerà al quarto posto dopo esser stato anche in testa al torneo alla settima giornata. Il tecnico passa alla guida del Mladá Boleslav, tornando in seconda serie, salvo dimettersi nuovamente per accettare l'offerta dello Zenit San Pietroburgo.
In Russia vince subito l'unica edizione della coppa del campionato russo battendo il CSKA Mosca, lo Spartak Mosca, la Torpedo Mosca e il Černomorec Novorossijsk in finale. In campionato è preceduto dal CSKA. Negli anni successivi, prende parte in due occasioni alla Coppa UEFA, uscendo nella fase a gironi nel 2005 e ai quarti di finale nel 2006, perdendo contro il Siviglia futuro vincitore dell'edizione con un punteggio complessivo di 5-2. Nell'estate del 2006, dopo quattro anni alla guida del club russo, l'allenatore decide di tornare in patria.
Negli anni successivi allena Sigma Olomouc (salvandolo dalla retrocessione), Neftçi Baku (Azerbaigian), Viktoria Žižkov (seconda divisione ceca) e Zemplín Michalovce (seconda divisione slovacca), prima di accasarsi al Vlašim. Dopo tre anni, è chiamato alla guida del Baník Ostrava: il club arriva da una stagione complicata, che si conclude con la prima storica retrocessione dall'istituzione del massimo campionato ceco. Petržela resta in panchina e nell'annata seguente riesce nell'obbiettivo di riportare immediatamente la squadra in prima divisione, arrivando al secondo posto nel torneo di seconda serie nazionale – dietro al Sigma Olomouc – e davanti ai rivali dell'Opava per un solo punto.
Dall'estate 2017, il tecnico lascia l'incarico di primo allenatore divenendo consulente per la squadra di Ostrava.

## Statistiche da allenatore

### Club
Statistiche aggiornate al primo luglio 2018.
In grassetto le competizioni vinte.
| Stagione                  | Squadra                   | Campionato                | Campionato | Campionato | Campionato | Campionato | Coppe nazionali | Coppe nazionali | Coppe nazionali | Coppe nazionali | Coppe nazionali | Coppe continentali | Coppe continentali | Coppe continentali | Coppe continentali | Coppe continentali | Altre coppe | Altre coppe | Altre coppe | Altre coppe | Altre coppe | Totale | Totale | Totale | Totale | Vittorie % | Piazzamento        |
| Stagione                  | Squadra                   | Comp                      | G          | V          | N          | P          | Comp            | G               | V               | N               | P               | Comp               | G                  | V                  | N                  | P                  | Comp        | G           | V           | N           | P           | G      | V      | N      | P      | %          | Piazzamento        |
| ------------------------- | ------------------------- | ------------------------- | ---------- | ---------- | ---------- | ---------- | --------------- | --------------- | --------------- | --------------- | --------------- | ------------------ | ------------------ | ------------------ | ------------------ | ------------------ | ----------- | ----------- | ----------- | ----------- | ----------- | ------ | ------ | ------ | ------ | ---------- | ------------------ |
| 1986-1987                 | Slavia Praga              | IL                        | 30         | 13         | 5          | 12         | CP              | ?               | ?               | ?               | ?               | -                  | -                  | -                  | -                  | -                  | -           | -           | -           | -           | -           | 30     | 13     | 5      | 12     | 43,33      | 7º                 |
| 1990-1991                 | Slavia Praga              | IL                        | 30         | 10         | 10         | 10         | CP              | ?               | ?               | ?               | ?               | -                  | -                  | -                  | -                  | -                  | -           | -           | -           | -           | -           | 30     | 10     | 10     | 10     | 33,33      | 9º                 |
| 1991-1992                 | Slavia Praga              | IL                        | 30         | 17         | 7          | 6          | CP              | ?               | ?               | ?               | ?               | -                  | -                  | -                  | -                  | -                  | -           | -           | -           | -           | -           | 30     | 17     | 7      | 6      | 56,67      | 4º                 |
| Totale Slavia Praga       | Totale Slavia Praga       | Totale Slavia Praga       | 90         | 40         | 22         | 28         |                 | ?               | ?               | ?               | ?               |                    | -                  | -                  | -                  | -                  |             | -           | -           | -           | -           | 90     | 40     | 22     | 28     | 44,44      |                    |
| 1992-1993                 | Slovan Liberec            | CMFL                      | 30         | 13         | 10         | 7          | CP              | ?               | ?               | ?               | ?               | -                  | -                  | -                  | -                  | -                  | -           | -           | -           | -           | -           | 30     | 13     | 10     | 7      | 43,33      | 5º                 |
| 1993-1994                 | Slovan Liberec            | 1L                        | 30         | 11         | 10         | 9          | CR              | 1               | 0               | 0               | 1               | -                  | -                  | -                  | -                  | -                  | -           | -           | -           | -           | -           | 31     | 11     | 10     | 10     | 35,48      | 9º                 |
| 1994-1995                 | Slovan Liberec            | 1L                        | 30         | 16         | 3          | 11         | CR              | 2               | 1               | 0               | 1               | -                  | -                  | -                  | -                  | -                  | -           | -           | -           | -           | -           | 32     | 17     | 3      | 12     | 53,13      | 4º                 |
| Totale Slovan Liberec     | Totale Slovan Liberec     | Totale Slovan Liberec     | 90         | 40         | 23         | 27         |                 | 3               | 1               | 0               | 2               |                    | -                  | -                  | -                  | -                  |             | -           | -           | -           | -           | 93     | 41     | 23     | 29     | 44,09      |                    |
| gen.-giu. 1996            | Sparta Praga              | 1L                        | 15         | 7          | 2          | 6          | CR              | 4               | 4               | 0               | 0               | -                  | -                  | -                  | -                  | -                  | -           | -           | -           | -           | -           | 19     | 11     | 2      | 6      | 57,89      | 4º                 |
| lug.-set. 1996            | Sparta Praga              | 1L                        | 5          | 0          | 3          | 2          | CR              | 0               | 0               | 0               | 0               | CdC                | 2                  | 2                  | 0                  | 0                  | -           | -           | -           | -           | -           | 7      | 2      | 3      | 2      | 28,57      | Esonerato          |
| Totale Sparta Praga       | Totale Sparta Praga       | Totale Sparta Praga       | 20         | 7          | 5          | 8          |                 | 4               | 4               | 0               | 0               |                    | 2                  | 2                  | 0                  | 0                  |             | -           | -           | -           | -           | 26     | 13     | 5      | 8      | 50,00      |                    |
| 1996-1997                 | Bohemians Praga           | 1L                        | 19         | 2          | 5          | 12         | CR              | 1               | 0               | 1               | 0               | -                  | -                  | -                  | -                  | -                  | -           | -           | -           | -           | -           | 20     | 2      | 5      | 12     | 10,00      | 16º, Retrocessione |
| 1997-1998                 | Bohemians Praga           | DL                        | 29         | 16         | 8          | 5          | CR              | 4               | 3               | 0               | 1               | -                  | -                  | -                  | -                  | -                  | -           | -           | -           | -           | -           | 33     | 19     | 8      | 6      | 57,58      | 3º                 |
| 1998-1999                 | Bohemians Praga           | DL                        | 30         | 23         | 4          | 3          | CR              | 2               | 1               | 1               | 0               | -                  | -                  | -                  | -                  | -                  | -           | -           | -           | -           | -           | 32     | 24     | 5      | 3      | 75,00      | 1º                 |
| 1999-2000                 | Bohemians Praga           | 1L                        | 30         | 10         | 10         | 10         | CR              | 2               | 1               | 1               | 0               | -                  | -                  | -                  | -                  | -                  | -           | -           | -           | -           | -           | 32     | 11     | 11     | 10     | 34,38      | 7º                 |
| 2000-2001                 | Bohemians Praga           | 1L                        | 30         | 10         | 10         | 10         | CR              | 3               | 1               | 1               | 1               | -                  | -                  | -                  | -                  | -                  | -           | -           | -           | -           | -           | 33     | 11     | 11     | 11     | 33,33      | 8º                 |
| 2001-apr. 2002            | Bohemians Praga           | 1L                        | 27         | 13         | 6          | 8          | CR              | 3               | 2               | 0               | 1               | -                  | -                  | -                  | -                  | -                  | -           | -           | -           | -           | -           | 30     | 15     | 6      | 9      | 50,00      | Dimesso            |
| Totale Bohemians Praga    | Totale Bohemians Praga    | Totale Bohemians Praga    | 165        | 74         | 43         | 48         |                 | 15              | 8               | 4               | 3               |                    | -                  | -                  | -                  | -                  |             | -           | -           | -           | -           | 180    | 82     | 47     | 51     | 45,56      |                    |
| lug.-dic. 2002            | Mladá Boleslav            | DL                        | 15         | ?          | ?          | ?          | CR              | 1               | 0               | 1               | 0               | -                  | -                  | -                  | -                  | -                  | -           | -           | -           | -           | -           | 16     | 0      | 1      | 0      | &0,00      | Dimesso            |
| 2003                      | Zenit San Pietroburgo     | PL                        | 30         | 16         | 8          | 6          | CCR+KR          | 8+4             | 4+2             | 3+2             | 1+0             | -                  | -                  | -                  | -                  | -                  | -           | -           | -           | -           | -           | 42     | 22     | 13     | 7      | 52,38      | 2º                 |
| 2004                      | Zenit San Pietroburgo     | PL                        | 30         | 17         | 5          | 8          | KR              | 8               | 6               | 1               | 1               | CU                 | 8                  | 4                  | 2                  | 2                  | -           | -           | -           | -           | -           | 46     | 27     | 8      | 11     | 58,70      | 4º                 |
| 2005                      | Zenit San Pietroburgo     | PL                        | 30         | 13         | 10         | 7          | KR              | 8               | 3               | 2               | 3               | CU                 | 14                 | 6                  | 6                  | 2                  | -           | -           | -           | -           | -           | 52     | 22     | 18     | 12     | 42,31      | 6º                 |
| gen.-mag. 2006            | Zenit San Pietroburgo     | PL                        | 8          | 2          | 4          | 2          | KR              | 2               | 2               | 0               | 0               | -                  | -                  | -                  | -                  | -                  | -           | -           | -           | -           | -           | 10     | 4      | 4      | 2      | 40,00      | Dimesso            |
| Totale Zenit              | Totale Zenit              | Totale Zenit              | 98         | 48         | 27         | 23         |                 | 30              | 17              | 8               | 5               |                    | 22                 | 10                 | 8                  | 4                  |             | -           | -           | -           | -           | 150    | 65     | 43     | 32     | 43,33      |                    |
| 2006-2007                 | Sigma Olomouc             | 1L                        | 30         | 6          | 8          | 16         | CR              | 2               | 1               | 1               | 0               | -                  | -                  | -                  | -                  | -                  | -           | -           | -           | -           | -           | 32     | 7      | 9      | 16     | 21,88      | 14º                |
| 2007-gen. 2008            | Neftçi Baku               | 1L                        | ?          | ?          | ?          | ?          | CA              | 2               | 2               | 0               | 0               | CU                 | 2                  | 1                  | 0                  | 1                  | -           | -           | -           | -           | -           | 4      | 3      | 0      | 1      | 75,00      | Esonerato          |
| 2009-2010                 | Viktoria Žižkov           | DL                        | 30         | 13         | 7          | 10         | CR              | 3               | 2               | 0               | 1               | -                  | -                  | -                  | -                  | -                  | -           | -           | -           | -           | -           | 33     | 15     | 7      | 11     | 45,45      | 5º                 |
| 2010-2011                 | Zemplín Michalovce        | 1. SFL                    | 33         | 15         | 6          | 12         | CS              | 2               | 1               | 1               | 0               | -                  | -                  | -                  | -                  | -                  | -           | -           | -           | -           | -           | 35     | 16     | 7      | 12     | 45,71      | 4º                 |
| 2011- apr. 2012           | Zemplín Michalovce        | 1. SFL                    | ?          | ?          | ?          | ?          | CS              | 2               | 1               | 1               | 0               | -                  | -                  | -                  | -                  | -                  | -           | -           | -           | -           | -           | 33     | 15     | 7      | 11     | 45,45      | Esonerato          |
| Totale Zemplin Michalovce | Totale Zemplin Michalovce | Totale Zemplin Michalovce | 33+        | 15+        | 6+         | 12+        |                 | 4               | 2               | 2               | 0               |                    | -                  | -                  | -                  | -                  |             | -           | -           | -           | -           | 37     | 17     | 8      | 12     | 45,95      |                    |
| gen.-giu 2014             | Graffin Vlašim            | DL                        | 14         | 7          | 0          | 7          | CR              | 3               | 2               | 0               | 1               | -                  | -                  | -                  | -                  | -                  | -           | -           | -           | -           | -           | 14     | 7      | 0      | 7      | 50,00      | 13º                |
| 2014-2015                 | Graffin Vlašim            | DL                        | 30         | 11         | 6          | 13         | CR              | 3               | 2               | 0               | 1               | -                  | -                  | -                  | -                  | -                  | -           | -           | -           | -           | -           | 33     | 13     | 6      | 14     | 39,39      | 10º                |
| 2015-gen. 2016            | Graffin Vlašim            | DL                        | 15         | 3          | 6          | 6          | CR              | 1               | 0               | 0               | 1               | -                  | -                  | -                  | -                  | -                  | -           | -           | -           | -           | -           | 16     | 3      | 6      | 7      | 18,75      | Dimesso            |
| Totale Graffin Vlašim     | Totale Graffin Vlašim     | Totale Graffin Vlašim     | 59         | 21         | 12         | 28         |                 | 7               | 4               | 0               | 3               |                    | -                  | -                  | -                  | -                  |             | -           | -           | -           | -           | 66     | 25     | 12     | 31     | 37,88      |                    |
| gen.-giu. 2016            | Baník Ostrava             | 1L                        | 14         | 3          | 1          | 10         | CR              | -               | -               | -               | -               | -                  | -                  | -                  | -                  | -                  | -           | -           | -           | -           | -           | 14     | 3      | 1      | 10     | 21,43      | 16º, Retrocessione |
| 2016-2017                 | Baník Ostrava             | DL                        | 30         | 18         | 10         | 2          | CR              | 1               | 0               | 0               | 1               | -                  | -                  | -                  | -                  | -                  | -           | -           | -           | -           | -           | 31     | 18     | 10     | 3      | 58,06      | 2º, Promozione     |
| Totale Baník Ostrava      | Totale Baník Ostrava      | Totale Baník Ostrava      | 44         | 21         | 11         | 12         |                 | 1               | 0               | 0               | 1               |                    | -                  | -                  | -                  | -                  |             | -           | -           | -           | -           | 45     | 21     | 11     | 13     | 46,67      |                    |
| feb.-mag. 2018            | Trinity Zlín              | 1L                        | 12         | 3          | 3          | 6          | CR              | 2               | 1               | 0               | 1               | -                  | -                  | -                  | -                  | -                  | -           | -           | -           | -           | -           | 14     | 4      | 3      | 7      | 28,57      | 10º                |
| Totale carriera           | Totale carriera           | Totale carriera           | 686        | 288        | 167        | 231        |                 | 74              | 42              | 16              | 16              |                    | 26                 | 13                 | 8                  | 5                  |             | -           | -           | -           | -           | 786    | 343    | 191    | 252    | 43,64      |                    |

## Palmarès

### Allenatore

#### Club
- Coppa della Repubblica Ceca: 1

Sparta Praga: 1995-1996
- Druhá liga: 1

Bohemians Praga: 1998-1999
- Kubok Prem'er-Liga: 1

Zenit San Pietroburgo: 2003

#### Individuale
- Allenatore ceco dell'anno: 1

1994